# Дом с драконами (Сеута)
Дом с драконами (исп. Casa de los Dragones) — двухэтажное здание в Сеуте, испанском полуэксклаве на марокканском побережье Средиземного моря. Расположено в центре города, на Королевской площади, напротив церкви Святого Франциска.
Здание в эклектичных формах было построено в 1901—1905 годах архитектором Хосе Мария Мануэлем Кортина Пересом, автором ещё одного знаменитого Дома с драконами — в его родной Валенсии. Заказчиком выступил мэр Сеуты Франсиско Серни Гонсалес, однако название «Дом братьев Гонсалесов» не прижилось, дом был наречён по шести бронзовым фигурам драконов на его кровле.
В 1925 году сыновья Франсиско Гонсалеса убрали фигуры с фасада, их следы затерялись. Лишь в 2006 году четыре дракона с распростёртыми крыльями, созданные местным художником Антонио Ромеро Вальехо, вновь уселись по бокам изящных фронтонов. Чтобы не перегружать конструкцию, их сделали из стеклопластика, окрашенного под бронзу, — каждый из драконов весит не более двухсот килограммов.